# George Anson, 1. Baron Anson

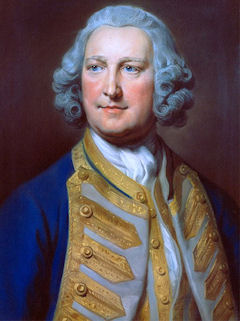
George Anson, 1. Baron Anson

George Anson, 1. Baron Anson, PC, FRS (* 23. Apriljul. / 3. Mai 1697greg. in Shugborough bei Colwich, Staffordshire; † 6. Juni 1762 in Moor Park, Hertfordshire) war ein britischer Marineoffizier, zuletzt im Rang eines Admiral of the Fleet und bedeutender Theoretiker der Seekriegskunst.

## Leben
George Anson wurde als letztes von drei Kindern von William Anson aus dessen Ehe mit Isabella Carrier geboren.
Am 2. Februar 1712 trat er im Rang eines Midshipman in die britische Marine ein und wurde durch die Protektion seines Onkels Thomas Parker 1716 durch Admiral John Norris zum Lieutenant befördert. Im Mittelmeer kämpfte er in der Seeschlacht von Kap Passaro vor Sizilien unter Sir George Byng gegen die Spanier. 1722 erhielt er mit der Schaluppe Weasel, mit der er in der Nordsee operierte, sein erstes eigenes Kommando. 1724 zum Captain befördert, war er von 1724 bis 1735 Kommandant der Fregatte Scarborough in South Carolina, wo er viel Zeit an Land verbrachte.

### Weltumseglung

Route der Centurion

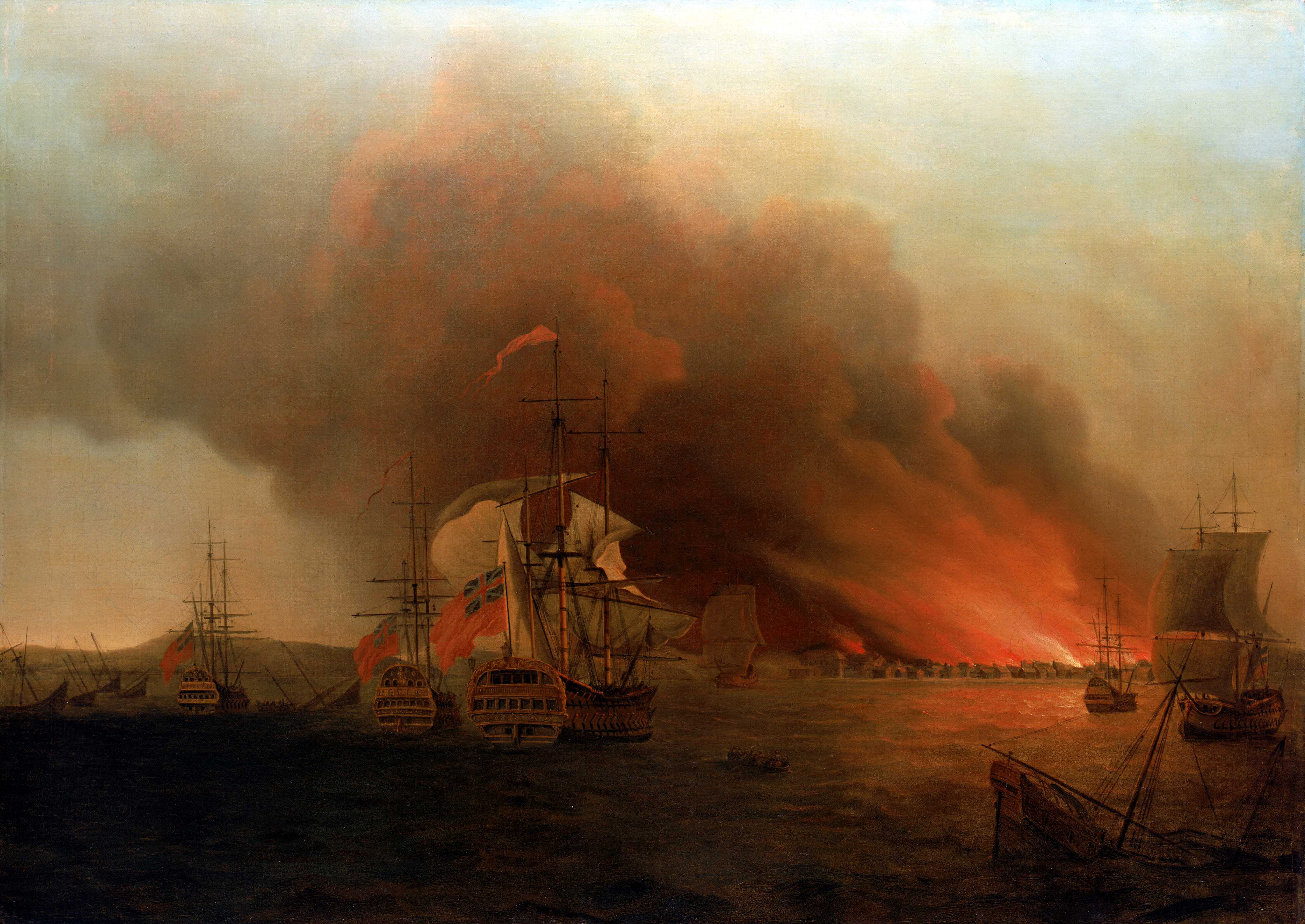
Brandschatzung von Paita, Peru 1741, Gemälde von Samuel Scott (c.1702–1772)

1739 erhielt er, vermutlich durch die Patronage von Philip Yorke Befehl über ein Geschwader von sieben Schiffen, das Flaggschiff Centurion (60 Kanonen), die Gloucester (50 Kanonen), die Severn (50 Kanonen), die Pearl (40 Kanonen), die Wager (22 Kanonen) und die Tryal (8 Kanonen), sowie zwei unbewaffneten Versorgungsschiffen, Anna und Industry.
Anson sollte den Handel und die Niederlassungen der Spanier in der neuen Welt stören. Er verließ England nach zahlreichen Verzögerungen erst am 18. September 1740. Die Pearl und die Severn konnten Kap Hoorn nicht umschiffen und kehrten nach England zurück. Die Wager ging im Golfo de Penas vor Chile unter, nach einer Meuterei gegen den Kapitän David Cheap erreichten einige wenige Überlebende Valparaíso und kehrten schließlich auf einem französischen Schiff nach England zurück. Der Rest der Flotte traf sich auf Más a Tierra. Hier wurde die Anna aufgegeben, weil ihr Rumpf verrottet war. Seine Flotte umfasste hier noch 335 Menschen und die Besatzung konnte sich mit frischem Proviant versorgen. Anson segelte mit drei Schiffen weiter, brannte die Stadt Paita in Peru nieder und segelte zu den Philippinen. Die Gloucester wurde verbrannt, weil nicht mehr genug Mannschaft vorhanden war, um beide Schiffe zu segeln. In Macau lag die Centurion über ein Jahr für Reparaturen im Trockendock und Anson kaperte die Nuestra Señora de Covadonga. Anson legte am 15. Juni 1744 auf der Centurion wieder in England an, alle anderen Schiffe waren unterwegs verloren gegangen.  Von den ursprünglich 1.955 Seeleuten und Soldaten überlebten 500 die Reise, nur 145 davon kehrten mit Anson auf der Centurion zurück. Die meisten starben unterwegs an Hunger und Skorbut. Neue Seeleute wurden in Macao und in Capetown angeheuert.

### Folgen
Dieses Desaster konnte Anson in den Augen der Admiralität durch seine Kriegsbeute (vor allem die Kaperung des Silberschiffs Nuestra Señora de Covadonga) ausgleichen. Sein Anteil der Beute betrug 1.250.000 Pfund und machte ihn reich. Ansons Weltumseglung wurde in der Presse sehr gefeiert, sie bot eine willkommene Ablenkung von der britischen Niederlage in der Seeschlacht bei Toulon im selben Jahr.
Um die Verteilung der Prisengelder unter den Offizieren kam es zwischen August 1744 und Mai 1747 zu einem Prozess. Der Marineprediger Richard Walter, Schiffskaplan der Centurion, der an der Reise bis nach Macao teilgenommen hatte, verfasste einen Bericht über die Expedition (Voyage round the world etc., London 1748) nach Ansons Angaben. Dieser Bericht erlangte weite Verbreitung. Die 1763 ff. erschienene deutsche Ausgabe erreichte mehrere Auflagen. Die Überlebenden des Schiffbruchs der Wager vor der patagonischen Küste schrieben weitere Darstellungen: John Bulkeley und John Cummins 1743, Alexander Campbell 1747, Isaac Morris ca. 1750 und John Byron schließlich 1768. 
Anson setzte seine Erfahrungen bei der Reorganisation der britischen Marine in den folgenden Jahren um. Die Reise war auch für die zeitgenössische Geographie ergiebig, weil Anson für die genaue Untersuchung insbesondere der Isla Robinson Crusoe und der Marianen sorgte. Die von Anson beschriebene Bekämpfung des Skorbut durch den Verzehr von frischen Pflanzen auf der Robinson-Crusoe-Insel verhalf 1753 James Lind zu bahnbrechenden medizinischen Erkenntnissen.

### Weitere Karriere
Anson wurde am 23. Juni 1741 zum Rear-Admiral of the Blue befördert, am 20. April 1745 zum Rear-Admiral of the White . Am 14. Juli 1746 stieg er weiter zum Vice-Admiral of the Blue, am 12. Mai 1748 zum Admiral of the Blue und schließlich am 24. Februar 1757 zum Admiral of the White auf. 1744 wurde er als Abgeordneter für das Borough Hedon in Yorkshire ins britische House of Commons gewählt. Er gehörte der Fraktion der Whigs an.
Am 3. Mai 1747 schlug Anson die französische Flotte bei Kap Finisterre unter Admiral Marquis de Taffanel de La Jonquière, wobei er sieben französische Handelsschiffe, vier Linienschiffe und zwei Fregatten kaperte. Hierfür wurde ihm am 11. Juni 1747 der erbliche Adelstitel Baron Anson, of Soberton in the County of Southampton, verliehen. Er erhielt dadurch einen Sitz im britischen House of Lords und schied aus dem House of Commons aus.
Am 25. April 1748 heiratete er die 25 Jahre jüngere Elizabeth Yorke (1725–1760) die älteste Tochter seines politischen Mentors Philip Yorke, ab 1754 1. Earl of Hardwicke. Am 29. März 1750 wurde er ins Privy Council aufgenommen. Vom 17. Juni 1751 bis 20. November 1756 war Anson Erster Lord der Admiralität. In dieser Position leitete er eine umfassende Reform der britischen Marine ein. Am 30. Juli 1761 wurde Anson zum Admiral of the Fleet ernannt.

### Tod
George Anson starb am 6. Juni 1762 überraschend während eines Spaziergangs im Garten seines Landsitzes Moor Park in Hertfordshire. Da seine Ehe kinderlos blieb, erlosch sein Adelstitel mit seinem Tod.

## Werke
Der englische Dichter und Gutsherr Richard Owen Cambridge, der mit einer ganzen Reihe von hochrangigen Marineoffizieren befreundet war, gehörte zu seinem Freundeskreis. Cambridges Interesse für Marinebelange führte kurz vor dem Tod Ansons zu seinem einzigen historischen Werk: An account of the war in India between the English and French, on the coast of Coromandel, from the year 1750 to the year 1760. Together with a relation of the late remarkable events on the Malabar coast, and the expeditions to Golconda and Surat. T. Jefferys, London 1761.

## Ehrungen
Sieben Schiffe der britischen Royal Navy wurden nach ihm HMS Anson benannt.

## Nachleben
Das Schicksal der Seeleute auf der Wager ist Thema eines Sachbuches von David Grann.